# Saronno Foot-Ball Club 1930-1931
Questa voce raccoglie le informazioni riguardanti il Saronno Foot-Ball Club nelle competizioni ufficiali della stagione 1930-1931.

## Rosa
| N. |                   | Ruolo | Calciatore           |
| -- | ----------------- | ----- | -------------------- |
|    | Italia (bandiera) | C     | Antonio Andreoli     |
|    | Italia (bandiera) | A     | Ferruccio Balestreri |
|    | Italia (bandiera) | A     | Umberto Borroni      |
|    | Italia (bandiera) | C     | Giuseppe Cantù       |
|    | Italia (bandiera) | A     | Felice Ceriani       |
|    | Italia (bandiera) | A     | Egisto Chelini       |
|    | Italia (bandiera) | C     | Mario Giannoni (III) |
|    | Italia (bandiera) | A     | Silvio Giannoni (I)  |
|    | Italia (bandiera) | A     | Mario Lazzaroni      |
|    | Italia (bandiera) | A     | Enrico Legnani       |
|    | Italia (bandiera) | D     | Edoardo Lietti (I)   |
|    | Italia (bandiera) | C     | Vincenzo Marzorati   |
|    | Italia (bandiera) | A     | Masetta              |

| N. |                   | Ruolo | Calciatore            |
| -- | ----------------- | ----- | --------------------- |
|    | Italia (bandiera) | A     | Francesco Mazza       |
|    | Italia (bandiera) | P     | Carlo Montrasio       |
|    | Italia (bandiera) | D     | Francesco Morellini   |
|    | Italia (bandiera) | A     | Giacomo Olivieri      |
|    | Italia (bandiera) | A     | Alfonso Pizzi         |
|    | Italia (bandiera) | A     | Mario Portaluppi      |
|    | Italia (bandiera) | D     | Enrico Renoldi (I)    |
|    | Italia (bandiera) | A     | Felice Renoldi (III)  |
|    | Italia (bandiera) | A     | Luciano Renoldi (II)  |
|    | Italia (bandiera) | P     | Carlo Rosa            |
|    | Italia (bandiera) | P     | Francesco Rosio       |
|    | Italia (bandiera) | A     | Renzo Edoardo Turconi |
|    | Italia (bandiera) | A     | Francesco Volontè     |

## Arrivi e partenze
| Acquisti | Acquisti | Acquisti | Acquisti   |
| -------- | -------- | -------- | ---------- |
| .        | ???      | ???      | definitivo |

| Cessioni | Cessioni            | Cessioni | Cessioni     |
| -------- | ------------------- | -------- | ------------ |
| C        | Pierino Bovati      | ???      | definitivo   |
| .        | Alfredo Ferrario    | ???      | congedo mil. |
| .        | Paolo Galli         | ???      | definitivo   |
| C        | Rinaldo Piazzalunga | ???      | definitivo   |
| D        | Mario Pontiroli     | ???      | definitivo   |
| C        | Adriano Solaro      | ???      | definitivo   |